# Holnon

Holnon este o comună în departamentul Ain, Franța. În 1 ianuarie 2022 avea o populație de 1.350 de locuitori.